# Zgornji Razbor
Zgornji Razbor – wieś w Słowenii, w gminie miejskiej Slovenj Gradec. W 2018 roku liczyła 130 mieszkańców. 